# Urnesstil
Urnesstilen er en nordisk kunst- eller kunsthåndværkerstil fra den sene vikingetid og højmiddelalderen, som opstod omkring midten af 11. århundrede og forsvandt mod slutningen af 12. århundrede. Dens dyrestil har rødder i romersk jernalder. Selv om romansk stil blev dominerende mod slutningen af 11. århundrede, gik den ikke helt af brug før omkring 1150. Den blev navngivet af norske arkæolog Haakon Shetelig i 1909 efter ornamentikken på Urnes stavkirke nordportal. Stilen omfattes i sin helhed på en gang som luftig, organisk, spændstig og elegant, men af nogle også som mere monoton og mindre livlig end vikingetidens foregående stilperioder. Irsk Urnesstil var en parallel til den nordiske. 
Det centrale motiv i Urnesstilen er ’’det store dyr’’, som normalt afbildes med meget smalle ekstremiteter: lang hals, langstrakt hoved, og mandelformede øjne. Andre træk er en tydelig asymmetri og vekselvirkning mellem brede og smalle linjer. De slanke og elegante former blev lagt i organiske og dynamiske mønstre, så billedet på de fornemste værker fik en plastisk effekt. Denne tilstræbelse til tredimensionalitet var en udvikling bort fra de foregående stilarters, Mammen og Ringerikes, mere fladebindende og todimensionelle træk. Stilen omfatter også dynamiske og rytmiske flettemønstre med smalle S- eller ottetals-formede slyngninger, hvor lige linjer og kanter undgås. I forhold til tidligere perioder er planter nu fuldt integrerede i motivet, og fungerer ikke længere blot som vedhæng. Selve motiverne er de samme som i de foregående stilarter.
Urnesstil er den yngste af vikingetidens stilarter: Broa (tidl. Oseberg), Berdal, Borre, Jellinge, Mammen, Ringerike og Urnesstil.

## Urnes-romanskstil
I slutningen af 11. århundrede bliver romansk stil dominerende i Norden. Det sker formentlig under indflydelse af udenlandske håndværksmestre, der opfører de ældste stenkirker. Indtil slutningen af 12. århundrede eksisterer der dog en Urnes-romansk blandingsstil. kunsthistorikeren Lise Gotfredsen mener at denne sammenblanding var helt bevidst. I højmiddelalderens teologi var der et fokus på menneskets åndelige udvikling fra et jordisk/syndigt stadium til et guddommeligt. Den forestilling blev bl.a. praktiseret ved pilgrimsrejser. I den sammenhæng kunne den gamle Urnesstil bruges til at repræsentere det ufuldkomne udgangspunkt i udviklingen, mens den nye romanske repræsenterede det fuldkomne endemål. Eksempler på blandingsstilen kan dateres fra ca. 1100 til ca. 1175 og kendes ikke kun fra Norden, men også fra irske relikvieskrin.

## Billeder og genstande
En af de mest almindelige smykketyper i Urnesstil er de såkaldte urnesfibler. Fra Danmark kendes der over 100 eksemplarer. De fleste fund er gjort i Limfjordsområdet, og det har måske været hovedproduktionsområde for smykketypen. Hovedparten af fiblerne var fremstillet i billige materialer og bærer præg af masseproduktion. Det var smykker båret af den almindelige befolkning . De fungerede sandsynligvis som emblemer, amuletter el.lign.
På Urnes stavkirke findes to rigt udskårne vægplanker fra midten af 1000-tallet. Figurerne er skåret ud i dybt relief. Der er flere lignende fund i Norge, men portalen fra Urnes er det eneste nogenlunde komplette. Derudover findes relieffragmenter fra Torpo stavkirke og Bjølstad-kapellet nær Heidal kirke.. Under gulvplankerne på et par Gotlandske kirker er der fundet materiale fra ældre stavkirker, fx Hemse kirke. Fra Danmark kendes et udskåret stykke planke fra Hørning kirke.

### Galleri
- Detalje af en ældre portal genanvendt på Urnes stavkirke
- Urnesfibel i bronze fra 11. årh. Udstillet på Nationalmuseet i København
- Runesten fra Uppland, genopmalet og opstillet på Skansen i Stockholm